# Arganogidiella arganoides
Arganogidiella arganoides is een vlokreeftensoort uit de familie van de Bogidiellidae. De wetenschappelijke naam van de soort is voor het eerst geldig gepubliceerd in 1982 door G. Karaman.